# Kaufmann für Büromanagement
Der Kaufmann für Büromanagement ist mit Wirkung vom 1. August 2014 ein neu geschaffener, anerkannter dreijähriger Ausbildungsberuf nach dem Berufsbildungsgesetz (BBiG). Die weibliche Bezeichnung für diesen neu geschaffenen Ausbildungsberuf lautet Kauffrau für Büromanagement. Er vereint die drei Berufe Bürokaufmann, Kaufmann für Bürokommunikation und den Fachangestellten für Bürokommunikation in einem einzigen Beruf. Damit soll ein „attraktives, klar strukturiertes und modernes Angebot für unterschiedliche Branchen“ entstehen. Geplant ist eine Ausbildung, die eine „ganzheitliche, prozessorientierte Handlungskompetenz“ zum Ziel hat.

## Struktur der Ausbildung
Die Ausbildung findet an den Lernorten Betrieb und Berufsschule statt. Die Ausbildungsdauer beträgt drei Jahre. Während der Ausbildung kann eine Differenzierung der betrieblichen Lerninhalte durch Wahlqualifikationen vorgenommen werden, die sich jedoch nicht im schulischen Rahmenlehrplan wiederfinden werden. Die Berufsschule bietet identische Lernfelder für alle Auszubildenden an. Leistungsstarke Auszubildende können eine nicht gewählte Wahlqualifikation als Zusatzqualifikation absolvieren.
Die Ausbildungsordnung wird aus zwei Teilen bestehen: eine Grundverordnung enthält unter anderem Informationen zum Berufsbild und weist eine konventionelle Zwischen- und Abschlussprüfung auf. Sie ist nicht befristet. Daneben gibt es eine Erprobungsverordnung, mit der bis zum 31. Juli 2020 die Gestreckte Abschlussprüfung erprobt werden soll.

## Ausbildungsinhalte
Der Kaufmann für Büromanagement erlernt in seiner Ausbildung umfassende Qualifikationen zur Bearbeitung von komplexen Büro- und Geschäftsprozessen. Er organisiert, koordiniert und führt bürowirtschaftliche Abläufe durch. Weiterhin bearbeitet er kaufmännische Vorgänge wie Rechnungslegung und die Überwachung von Zahlungen. Er lernt den Umgang mit modernen Kommunikations- und Buchungssystemen, bearbeitet Beschaffungsvorgänge, bereitet Kennzahlen auf und präsentiert sie. Ein weiterer wichtiger Bereich ist die Kommunikation und Kooperation mit externen und internen Partnern in Deutsch und mindestens einer Fremdsprache. Kaufleute für Büromanagement können aber auch in personalwirtschaftlichen Bereichen oder im Marketing tätig sein.
Für alle Auszubildenden sind die folgenden Pflichtqualifikationen vorgesehen:
1. Büroprozesse: Informationsmanagement, Informationsverarbeitung, Bürowirtschaftliche Abläufe und Koordinations- und Organisationsaufgaben
2. Geschäftsprozesse: Kundenbeziehungsprozesse, Auftragsbearbeitung und Nachbereitung,  Beschaffung von Material und externen Dienstleistungen, Personalbezogene Aufgaben, Kaufmännische Steuerung

Daneben gibt es integrative Fertigkeiten und Fähigkeiten, die während der gesamten Ausbildung vermittelt werden sollen: Die befassen sich mit dem Ausbildungsbetrieb, der Arbeitsorganisation sowie Information, Kommunikation und Kooperation.
Zur betrieblichen Differenzierung stehen insgesamt zehn Wahlqualifikationen mit einer Dauer von jeweils fünf Monaten zur Auswahl, von denen der Betrieb zwei auswählt:
1. Auftragssteuerung und -koordination
2. Kaufmännische Steuerung und Kontrolle
3. Kaufmännische Abläufe in kleinen und mittleren Unternehmen
4. Einkauf und Logistik
5. Marketing und Vertrieb
6. Personalwirtschaft
7. Assistenz und Sekretariat
8. Öffentlichkeitsarbeit und Veranstaltungsmanagement
9. Verwaltung und Recht
10. Öffentliche Finanzwirtschaft

## Prüfung
Die Prüfung wird im Rahmen der gestreckten Abschlussprüfung absolviert und ist in Abschlussprüfung Teil 1 (ehemals Zwischenprüfung) und Abschlussprüfung Teil 2 unterteilt.
Bei der Abschlussprüfung Teil 1, in der Mitte des zweiten Ausbildungsjahres, werden Büroprozesse sowie das Beschaffungswesen als computergestützte, schriftliche Aufgabe gelöst. Das Ergebnis der Zwischenprüfung fließt zu 25 % in die Gesamtnote ein.
In der Abschlussprüfung Teil 2, gegen Ende der Ausbildung, werden Wirtschafts- und Sozialkunde (10 % der Gesamtnote), Kundenbeziehungsprozesse (30 % der Gesamtnote) und eine der beiden Wahlqualifikationen im Fachgespräch mit einem aus min. drei Mitgliedern bestehenden Prüfungsausschuss geprüft (35 % der Gesamtnote). Abhängig von der Entscheidung des Ausbildungsbetriebes ist die Aufgabe zum Fachgespräch vorgegeben (Klassische-Variante) oder basiert auf einem Bericht über eine im Ausbildungsbetrieb durchgeführte Tätigkeit (Report-Variante).
Unter bestimmten Bedingungen ist es möglich, eine Zusatzqualifikation am Ende der Ausbildung abzuschließen.